# 邳州 (古代)
邳州，南北朝时设置的州。邳州前身是东徐州，北周时期大象元年改置邳州，隋唐时期邳州置下邳郡、下邳县。
北宋时，为淮阳军。金朝贞祐三年（1215年）九月，改隶河南路。户二万七千二百三十二。下领三县：下邳县、兰陵县、宿迁县。明朝时设邳州散州，属淮安府。清朝时，旧治下邳。康熙二十八年（1689年），迁治艾山南。七年河决，移治。雍正三年（1725年），升为邳州直隶州。雍正十一年（1733年），属徐州府，评价：冲，难。民国初年，全国废府州厅改县，邳州改为邳县。1992年邳县撤县建市设立邳州市。